# IPhone 15
iPhone 15 та iPhone 15 Plus — смартфони, розроблені Apple Inc., сімнадцяте покоління iPhone, яке прийшло на зміну iPhone 14 та iPhone 14 Plus, відповідно. Випуск було оголошено 12 вересня 2023 року разом із варіантами iPhone 15 Pro та Pro Max, Apple Watch Series 9 та Apple Watch Ultra 2. Попередні замовлення на iPhone 15 та iPhone 15 Plus почалися 15 вересня 2023 року, і вони стали доступні 22 вересня 2023 року.

## Історія
У 2021 році Європейська комісія почала розглядати пропозицію обов'язково використовувати USB-C на всіх пристроях у Європейському Союзі, включаючи iPhone. Аналітик Apple Мінг-Чі Куо заявив, що Apple відмовиться від свого фірмового конектора Lightning до 2023 року. На момент цих заяв Apple розглядала можливість переходу на USB-C через ймовірність того, що пропозиція ЄС буде прийнята. У жовтні 2022 року цю пропозицію було унормовано Директивою щодо радіообладнання. Цього місяця Apple підтвердила, що відповідатиме нормам Європейського Союзу.

## Технічні характеристики

### Апаратне забезпечення

#### Дисплей
iPhone 15 має 6,1-дюйма (155 мм) дисплей з технологією Super Retina XDR OLED з роздільною здатністю 2556 × 1179 пікселів та щільністю пікселів близько 460 PPI. iPhone 15 Plus має 6,7-дюйма (170 мм) дисплей з такою ж технологією з роздільною здатністю 2796 × 1290 пікселів та щільністю пікселів близько 460 PPI.
Обидві моделі мають OLED-дисплей Super Retina XDR із покращеною типовою яскравістю до 1000 ніт, піковою яскравістю (HDR) до 1600 ніт і піковою яскравістю (на вулиці) до 2000 ніт. Функція Dynamic Island тепер є стандартною для iPhone 15, замінюючи виїмку на дисплеї.

#### Дизайн
iPhone 15 та iPhone 15 Plus будуть доступні в п'яти нових кольорах: синьому, рожевому, жовтому, зеленому та чорному.
| Колір | Ім'я    |
| ----- | ------- |
|       | Синій   |
|       | Рожевий |
|       | Жовтий  |
|       | Зелений |
|       | Чорний  |

Рамки навколо екрану стали ще тонше, а кути — більш заокругленими, ніж у iPhone 14. Вперше Apple зважилася впровадити в iPhone порт заряджання і синхронізації USB-C замість звичного Lightning.

#### Швидкість зарядки та передавання даних
iPhone 15 та iPhone 15 Plus використовуватимуть USB-C зі швидкістю передачі USB 2.0 (приблизно до 480 МБ/с або 60 МБ/с), тоді як iPhone 15 Pro та iPhone 15 Pro Max мають продуктивніший USB 3.2 Gen. 2 зі швидкістю передаваня (приблизно до 10 Гбіт/с або 1,25 Гбіт/с).

#### Відеовихід
Усі моделі iPhone 15 підтримують альтернативний режим DisplayPort через відеовихід USB-C із роздільною здатністю HDR до 4K.
Попередні моделі iPhone (від iPhone 5 до iPhone 14) мали максимальну підтримувану роздільну здатність 1600 x 900 (трохи менше 1080p) із цифровим AV-адаптером Lightning через технічні обмеження роз'єму Lightning.

#### Акумулятор
iPhone 15 Plus пропонує користувачам можливість до 26 годин відтворення відео та до 100 годин відтворення аудіо, а iPhone 15 пропонує трохи менше, до 20 годин відтворення відео та до 80 годин відтворення аудіо.

### Програмне забезпечення
Лінійка iPhone 15 стартує з iOS 17. Усі моделі iPhone 15 матимуть функцію Dynamic Island, яку було представлено в лінійці iPhone 14 Pro.